# 香港基督教會
香港基督教會，是一個於香港運作的基督教教會，發源自美國的國際基督教會（ICOC）。在18、19世紀，美國第二次大覺醒的基督教改革運動期間出現了復原運動，這教會便是該運動的宗派分支。這教會以《聖經》為各項教義的依據，強調活出新約聖經的原則，恢復聖經裏的教會樣式，尤其以耶穌升天後第一世紀第一代的基督徒生活為榜樣，促進在聖經真理的基礎上的合一。

## 沿革
香港基督教會源於國際基督教會的分支「波士頓基督教會」；1987年9月，來自波士頓、以祈思國及其夫人祈愛蓮為首的17人傳道團被派至中國宣教，成為香港基督教會的信徒。他們大多以美籍華人交流生的身份，到香港中文大學傳教，並以個別接觸的方式招募中文大學學生；其後，這些宣教人員擴展至香港理工大學和香港大學進行招募。
2017年，該教會買入由億京發展的沙田石門京瑞廣場11樓J及K室，成交價為2142.7萬元。2020年底，該教會以4996.2萬元，買入灣仔東區商業中心中層全層，面積約4,542平方呎，呎價11000元。2024年5月，該教會買入億京旗下觀塘電訊一代廣場中層3個單位，成交價共約3653.6萬元，呎價8000元。

## 慈善活動
國際基督教會設立了名為「寰宇希望」（HOPE Worldwide）的慈善組織，在香港設有分會，曾在香港舉行賣旗籌款活動；2008年汶川大地震發生後，香港基督教會公開收集市民的「心意包」和信件發到受災地區，得到報章和電台的採訪和報導。

## 爭議

### 對信徒的控制和心理影響
2004年3月，一群曾是香港基督教會信徒的人士發表署名之公開道歉信，並批評該教會的錯誤行徑。這些前信徒指控香港基督教會的「門訓制度」具操控性，信徒與師傅的關係是上對下、一對一的權力操控，超過了《聖經》規範的界線；他們指責香港基督教會慣常採取資訊管制，封鎖對自身不利的消息，指示信徒不能隨便向非會員或「較軟弱」的信徒透露教會的負面問題，令信徒慣於否定疑問、隱藏錯誤，因此有行為稱義傾向，且有利用愛心為手段之嫌。上水平安福音堂的牧師余仕揚認為，香港基督教會的聚會密集，令信徒產生壓力，涉嫌操控和洗腦。

### 教義與一般教會的差異
有其他基督教教會指控香港基督教會是異端，並指出該教會的錯誤之處。例如，東方基督教會美光堂、上水平安福音堂和天道書樓《異端辨惑》一書均批評香港基督教會對得救的觀點，因為一般教會不把洗禮或加入某一教會視為得救的必要條件，而是主張因信稱義、認為悔改才是得救條件；一些教會亦批評香港基督教會自稱為唯一教會的做法，認為「一城一教會」的概念非絕對真理，沒有證據可證明香港基督教會是唯一真正的教會。近年論及ICOC的中文出版品，均多有批評之詞（針對其核心教義如洗禮觀、極端門訓手段、邪教洗腦、異端評估等）。

## 備註
【附錄】2023年，ICOC在美國被控訴掩蓋教會內兒少性虐事件之中文參考資料：國際基督教會（ICOC/ICC）中文觀察誌 （页面存档备份，存于）